# Live at Bull Moose (EP)
EP-ul Live at Bull Moose a fost înregistrat live de către Regina Spektor la Bool Moose, un magazin de CD-uri, DVD-uri și jocuri video, în Scarborough, Maine, pe data de 5 iunie 2005.

## Lista pieselor de pe album
Toate piesele au fost scrise de Regina Spektor, cu excepția celor menționate.
1. „Ain't No Cover” – 2:06
2. „Carbon Monoxide” – 4:34
3. „Pound of Flesh” – 3:27
4. „The Noise” – 3:20
5. „My Man (Medley)” (include piesa „My Man” scrisă de Albert Willemetz, Channing Pollack, Jacques Charles, Maurice Yvain) – 2:39

## Personal
- Regina Spektor - Pian și Voce